# 柏崎刈羽地域
柏崎刈羽地域（かしわざきかりわちいき）とは、新潟県中越地方の地域名称。略称は「柏刈地域（かしかりちいき）」又は単に「柏刈（かしかり）」。柏崎地域や刈羽地域と呼ばれることもある。

## 概要
2005年の市町村合併以前に柏崎市、もしくは新潟県刈羽郡に属していた町村が含まれる。おおよそ旧刈羽郡の領域を踏襲している。公式な名称というわけではないが、官公署や民間など幅広く使用される。周囲を曽地峠や米山峠に囲まれているため、住民の購買動向、通勤動向が中心都市の柏崎市に集中しており、地域外への流出、地域外からの流入が少ない地域である。中越地方に属する。柏崎都市圏である三島郡出雲崎町を含む場合もある。

## 構成自治体・地域
- 柏崎市
- 刈羽郡刈羽村